# Bloqueador de los canales de calcio

El nifedipino, un bloqueador de los canales de calcio.

Los bloqueadores de los canales de calcio (BCC), también conocidos como antagonistas del calcio, bloqueadores de la entrada de calcio, o bloqueadores del canal lento, son medicamentos que actúan mediante el bloqueo de la corriente de calcio hacia el interior y afectan particularmente a las células donde la entrada de calcio es relativamente más importante. Sin embargo, las diferencias en la especificidad tisular significa que no todos los BCC tienen propiedades antiarrítmicas. El principal uso de los BCC es en el tratamiento de la angina de pecho y la hipertensión, algunos se utilizan también en arritmias cardíacas.

## Antecedentes históricos
Las investigaciones que Fleckenstein y Godfraind et al. realizaron en el decenio de 1960 fueron el punto de partida del concepto de que los fármacos modifican la contracción cardíaca y del músculo liso al bloquear la penetración del calcio en los miocitos. Godfraind et al. demostraron que la capacidad de los análogos de difenilpiperazina, cinarizina y lidoflazina, para evitar la contracción del músculo liso en vasos, inducida por algunos agonistas, podía ser rebasada si se incrementaba la concentración del calcio en el medio extracelular; para describir a tales agentes, utilizaron el término antagonista del calcio.
En 1962, Hass y Hartfelder informaron que el verapamilo, un vasodilatador coronario putativo, poseía efectos inotrópicos y cronotrópicos negativos que no se observaron al utilizar otros vasodilatadores, como la nitroglicerina. En 1967, Fleckenstein sugirió que el efecto inotrópico negativo dependía de inhibición del acoplamiento entre excitación y contracción, y que el mecanismo comprendía reducción del movimiento de Calcio hacia los miocitos cardíacos. También se demostró después que un derivado del verapamilo, el galopamilo, y otros compuestos, como la nifedipina, bloquean el movimiento del Ca2+ a través del canal del calcio del miocito en el corazón o el canal lento, y con ello alteraron la fase “estable” del potencial de acción del corazón. Más adelante se ha señalado que fármacos de muy diversas clases químicas alteran la contracción del músculo cardíaco y de fibra lisa al bloquear o “antagonizar” la penetración del calcio por los canales en la membrana del miocito.

## Mecanismo de acción
Estos fármacos actúan por inhibición de los canales de calcio dependientes de voltaje de tipo L del músculo liso y del corazón (receptores encargados de la dilatación). Durante la fase 2 de cada potencial de acción cardíaco (sístole) se abren los canales de calcio L, lo que ocasiona la entrada del calcio extracelular al interior del miocito cardíaco, con la consiguiente movilización de calcio del retículo sarcoplásmico, el incremento en la concentración sistólica de calcio y la contracción muscular. Los principales efectos electrofisiológicos originados por bloqueo de los canales de calcio cardíacos ocurren en tejidos con respuesta lenta, el nódulo sinusal y nodo auriculoventricular. Las dihidropiridinas, que suelen usarse en angina e hipertensión arterial, bloquean de preferencia los canales de calcio en el músculo liso vascular; sus efectos electrofisiológicos cardíacos, como aceleración de la frecuencia cardíaca, resultan sobre todo de la activación simpática refleja secundaria a vasodilatación periférica. Únicamente el verapamilo, diltiazem y bepridilo bloquean los canales de calcio en células cardíacas a las dosis que se utilizan en clínica. Con esos medicamentos, por lo general se torna lenta la frecuencia cardíaca, aunque la hipotensión, si es notoria, puede causar activación simpática refleja y taquicardia. A medida que disminuye la rapidez de conducción por el nodo auriculoventricular, también aumenta el intervalo PR (en el electrocardiograma). El bloqueo del nodo auriculoventricular ocurre como resultado de conducción decreciente, así como del incremento de la refractariedad del nodo auriculoventricular. Estos últimos efectos constituyen la base de las acciones antiarrítmicas de los bloqueadores de los canales de calcio en arritmias de reentrada cuyo circuito comprende el nudo auriculoventricular, como la taquicardia de reentrada auriculoventricular.
Los bloqueadores de los canales de calcio (BCC) son muy diferentes entre sí ya que es una familia de fármacos extensa y heterogénea. Sus principales diferencias están expresadas por sus efectos clínicos y sus mecanismos de acción. Se clasifican en dihidropiridinas y no dihidropiridinas. Los primeros tienen mayor selectividad vascular y los segundos mayor selectividad miocárdica e inhibición del sistema de conducción, especialmente actúan sobre los nodos sinauricular y aurículoventricular.
A esta lista de BCC pertenecen también dos agentes: el bepridilo (un éter de diarilaminopropilamina que solo se utiliza para angina resistente) que bloquea los canales de calcio y sodio con efectos inotrópicos negativos y el mibefradilo, un derivado de la Bencilimidazoliltetralina, el cual muestra preferencia por los canales de calcio tipo T y selectividad por el músculo liso vascular. Ambos fármacos fueron retirados del mercado.
Independientemente de esta clasificación, la mayoría de los BCC pueden mostrar, en mayor o menor grado, efectos inotrópicos negativos por lo que el médico tratante tomará una actitud prudente en pacientes con disfunción ventricular.
Las dihidropiridinas de segunda generación como amlodipino, felodipino y nicardipino que poseen mayor selectividad vascular, producen menor efecto inotrópico negativo que el nifedipino. En general, no han podido demostrar efectos beneficiosos en estudios de insuficiencia cardíaca sistólica debido a estos efectos inotrópicos negativos o su tendencia a inducir retención de líquidos.
Los BCC dihidropiridínicos, habitualmente, se pueden asociar a los beta-bloqueadores y estos amortiguan el aumento de la frecuencia cardíaca y el gasto.

## Importancia biomédica en el tratamiento de la hipertensión
El calcio puede penetrar a la célula por diferentes canales, se han descrito cuatro tipos de canales selectivos para el calcio: L, T, N, P, Q y R. 
Los bloqueadores de los canales de calcio actúan especialmente en los canales tipo L o canales lentos que se localizan en el miocardio, nodo auriculoventricular y células del músculo liso vascular. Producen vasodilatación arteriolar y una reducción en la resistencia vascular periférica.
Además, los canales tipo T han presentado una funcionalidad importante en el tratamiento de la hipertensión. Actúan en los miocitos lisos de la vasculatura ayudando al remodelado vascular, mantenimiento miogénico y proliferación neointimal. Además, inhiben el sistema renina angiotensina aldosterona. Investigaciones han demostrado su participación en la regulación del tono miogénico cuando la presión arterial baja. Los canales T aumentan su presencia cuando las cantidades vasculares de óxido nítrico descienden y aumenta el estrés oxidativo. Estos canales son insensibles a bloqueadores de canales de calcio tipo L. Los enantiómeros, presentes en algunas dihidropiridinas, tienen la capacidad de bloquear estos canales. Sin embargo, su desarrollo farmacológico no se encamina como antihipertensivo.

### Efectos
Las principales acciones de los bloqueadores de los canales de calcio incluyen la dilatación de las arterias coronarias y periféricas y arteriolas con poco o ningún efecto sobre el tono venoso, una acción inotrópica negativa, la reducción de la frecuencia cardíaca, y la desaceleración de la conducción aurículoventricular (AV). Sin embargo, los efectos de los fármacos individuales, y por lo tanto sus usos, se modifican por su selectividad de acción en sitios tisulares diferentes y por reflejos barorreceptores.

### Nuevos bloqueadores mixtos
Recientes investigaciones exhiben nuevos bloqueadores de canales de calcio.

#### Bloqueadores simultáneos de canales L/T
Expresan una reducción de la presión arterial parecida a los de tipo L. Sin embargo, la capacidad de producir taquicardia refleja es mínima. Además, inhiben la secreción de aldosterona, reducen el estrés oxidativo y mejoran la disfunción endotelial. En comparación con los de tipo L, tienen un mejor efecto nefroprotector. Fármacos como aranidipino, efonidipino, manidipino y azelnidipino se incluyen como bloqueadores mixtos.

#### Bloqueadores simultáneos de canales T/N
En pruebas basadas en ratas hipertensas, no producen taquicardia refleja y disminuyen el tono arterial. Reduce renina y angiotensina II en plasma, es decir, inhibe el sistema renina angiotensina aldosterona. Además disminuye la presión intraglomerular al dilatar arteriolas glomerulares eferentes y aferentes. El cilnidipino es un bloqueador de este tipo.

## Información adicional
El tratamiento de la angina de Prinzmetal. Esta afección debe ser tratada como una angina inestable con la adición de un bloqueador del canal de calcio. El médico tratante hace la selección de un bloqueador del canal de calcio apropiado para el tratamiento de la angina de pecho estable. Una vez estabilizado, y si el médico lo analiza, el mantenimiento debe incluir un nitrato o un bloqueador de canales de calcio, o ambos, para proteger contra el espasmo adicional.
Preeclampsia. Para las pacientes con preeclampsia la terapia antihipertensiva se da para reducir el riesgo de complicaciones en la madre. Antagonistas del calcio tales como nifedipina son una alternativa, pero nunca como primera elección.